# Desferracavalls
El desferracavalls (Hippocrepis comosa) és una planta amb flor de la família de les lleguminoses.

## Característiques
És l'únic aliment de la papallona Polyommatus coridon.

## Descripció
Es tracta d'una planta peluda, més aviat caiguda, de fulles llargues (fins a 8 parells de folíols), amb flors grogues amb caps pedunculats. Els llegums tenen beines curiosament circulars formant una espècie ferradures enganxades les unes a les altres. Viu principalment en pastures seques sobre substrat calcari.
- Òrgans reproductors:
  - Inflorescència: umbel·la simple
  - Sexes: hermafrodita
  - Pol·linització: entomòfila

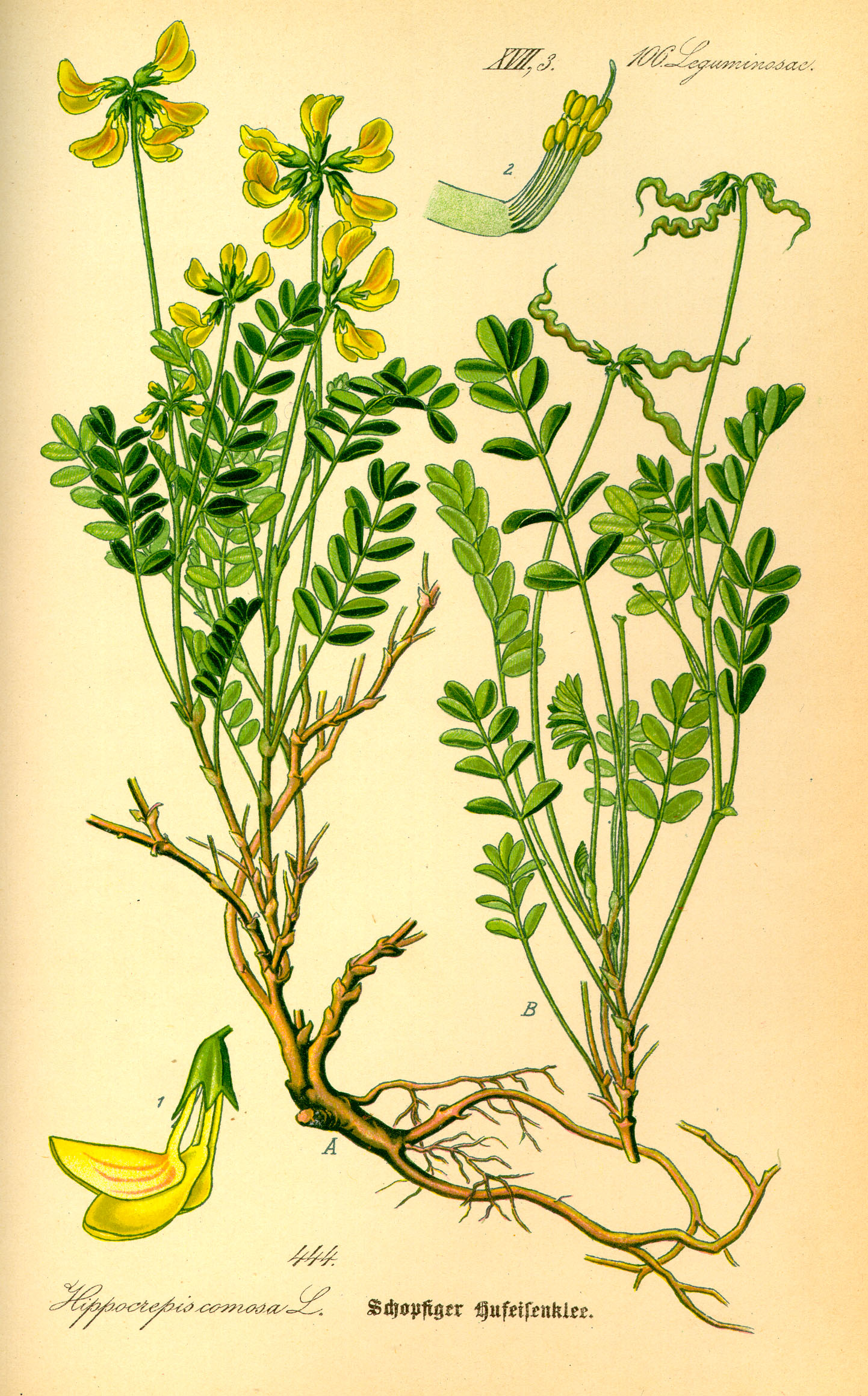
Desferracavalls (Hippocrepis comosa)

  - Període de floració: abril a juliol
- Llavors:
  - Fruit: llegum
  - Disseminació: epizoocòria
- Hàbitat:
  - Tipus d'hàbitat: Pastures basòfiles europees meridionalo-occidentals
  - Àrea: Europa meridional[2]